# Unterriexingen

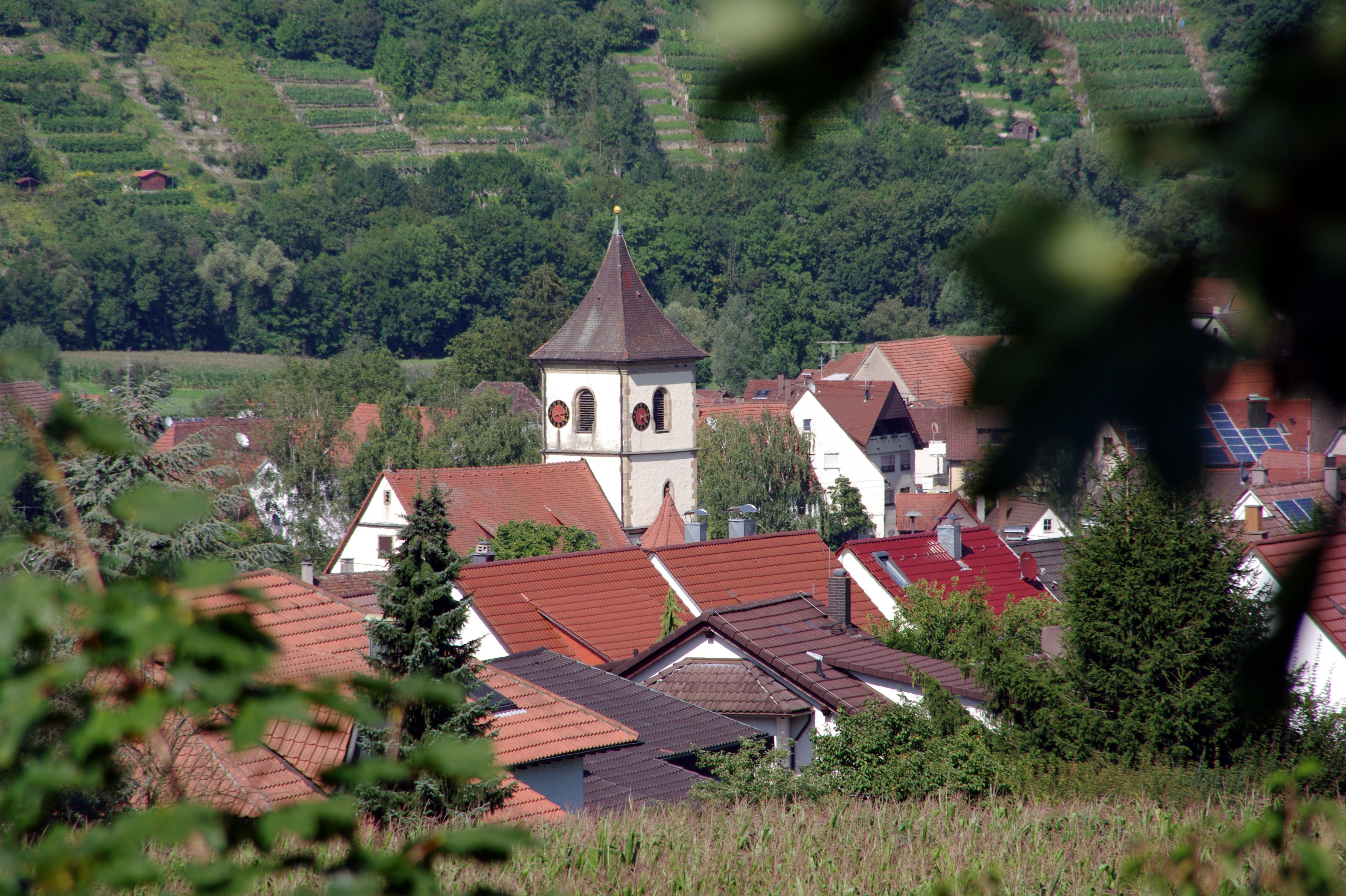
Blick aufs Ortszentrum um die Pfarrkirche

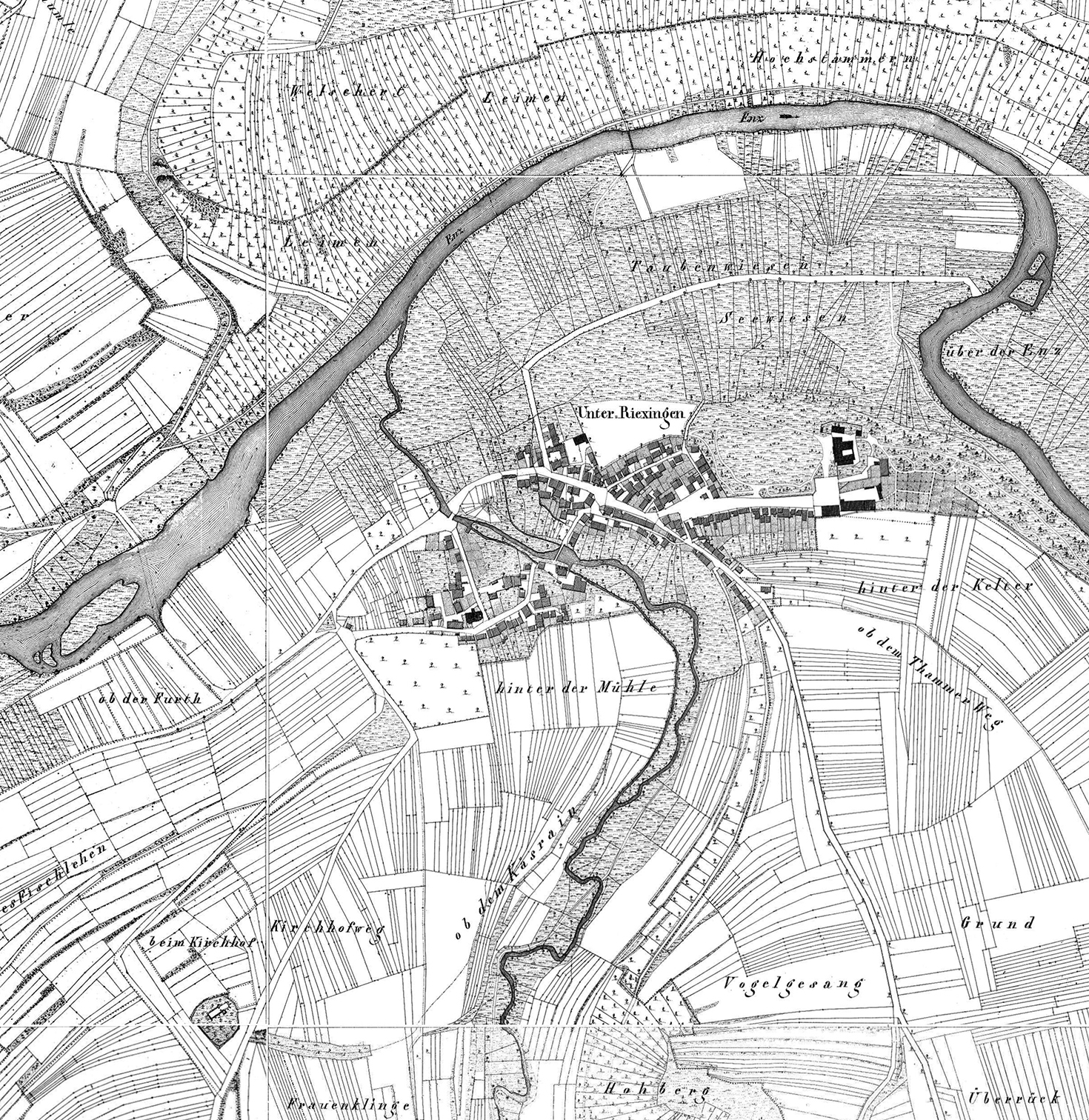
Unterriexingen 1832 mit Schloss, Mühlkanal, Frauenkirche, Furt und Enzsteg

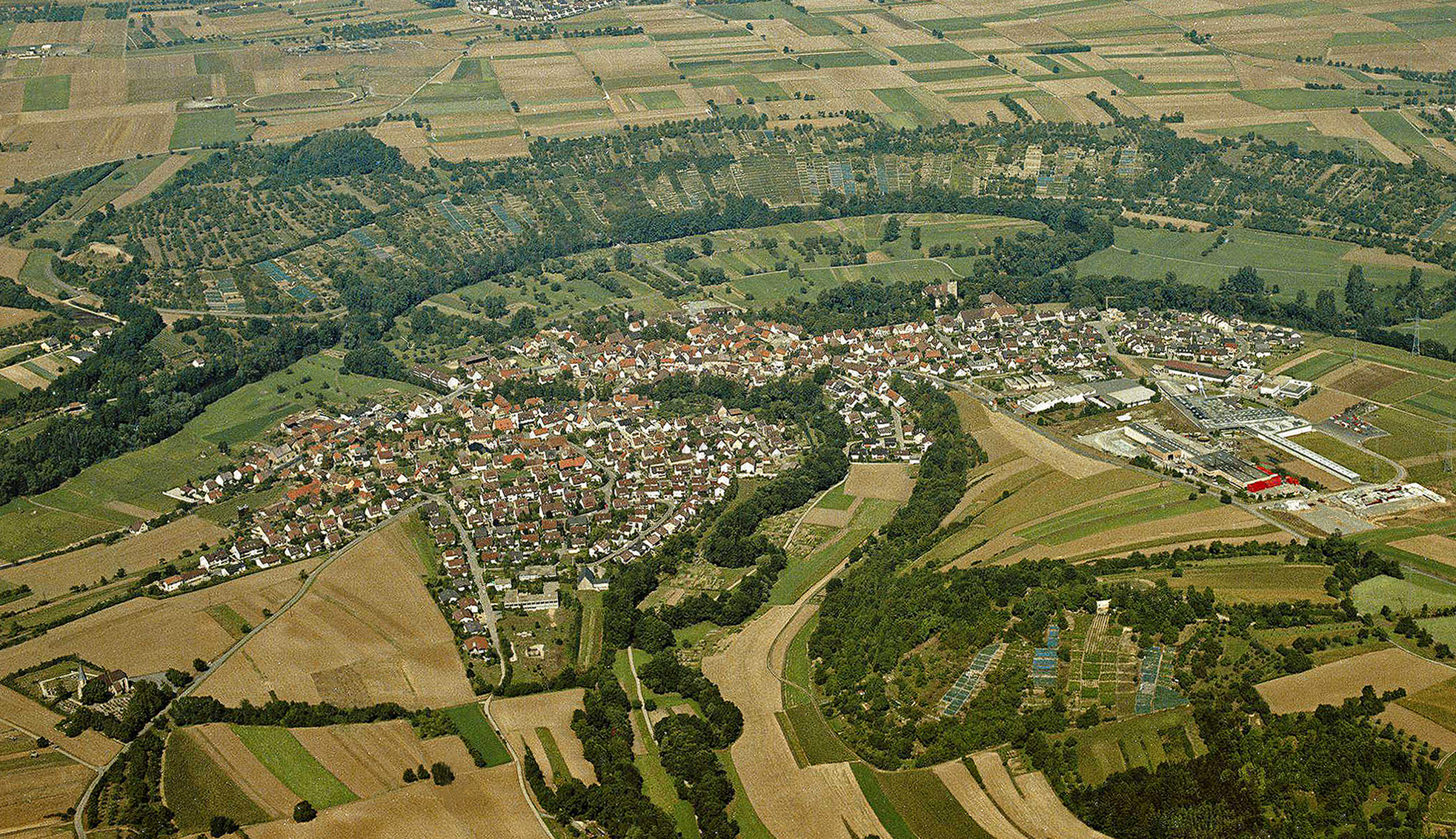
Blick von Südwesten: links Frauenkirche, rechts unten Wüstung Guckenhäuser (1983)

Unterriexingen liegt an der Glems und ist seit 1973 ein Stadtteil von Markgröningen im baden-württembergischen Landkreis Ludwigsburg.

## Geographie

### Geologie
Unterriexingen liegt auf einer von der Glems geteilten Flussterrasse der Enz, die nach Süden ansteigt und von einer eiszeitlichen Lössschicht überdeckt wurde. Zuvor haben sich Enz und Glems im Laufe von Millionen Jahren durch die Gesteinsschichten des Unteren Keupers und des Oberen Muschelkalks eingeschnitten. So finden sich auf der Hochfläche des Muckenschupfs südwestlich des Ortes noch Flussschotter der Enz.

### Lage und Wegenetz
Der Ort liegt am Nordrand des Strohgäus rund vier Kilometer nördlich Markgröningens. Durch Unterriexingen fließen die Glems und ein Mühlgraben, die die Gemeinde zeitweise in zwei Herrschaftsbereiche teilten und sich bei der Bachmühle und vor der unteren Glemsbrücke vereinigen. Etwa 400 Meter unterhalb des Ortes mündet die Glems in die Enz. Links der Glemsmündung gab es früher eine Furt durch die Enz. Trockenen Fußes konnte man über einen Steg bei der heutigen Enzbrücke zu den Weinberg-Steillagen des Ortes am gegenüber liegenden Enzhang und auf direktem Wege nach Großsachsenheim gelangen. Rechts der Enz verlief ein Pfad über das Remminger Schlössle nach Tamm. Westlich der heutigen Landstraße verlief ein Weg nach Grüningen. Durch das Glemstal gelangte man zur Wüstung Guckenhäuser und nach Talhausen. Westlich des Ortes gabelten sich die Wege nach Pulverdingen und Oberriexingen bzw. Enzweihingen.
Zu Unterriexingen gehören außerdem Gebäude auf dem Hohberg, die Frauenkirche auf der Höhe südwestlich des Ortes und Aussiedlerhöfe im Westen.

### Nachbarorte
Um Unterriexingen liegen die Siedlungen Großsachsenheim, Untermberg, Markgröningen, Talhausen, Aichholzhof, Pulverdingen, Enzweihingen, Leinfelder Hof und Oberriexingen (von Norden im Uhrzeigersinn).

### Wüstungen
Im Westen wurde die Unterriexinger Markung vermutlich im 17. Jahrhundert um einen abgegangenen Ort bei der Burg Dauseck erweitert. Wann die im Glemstal südlich des Hohbergs gelegene Siedlung Guckenhäuser aufgegeben wurde, ist nicht bekannt. Im 16. Jahrhundert wurde die östlich von Unterriexingen gelegene Siedlung Remmingen zugunsten von Untermberg aufgegeben. Möglicherweise befand sich auch bei der Frauenkirche einst eine Siedlung, bislang liegen dazu jedoch keine Erkenntnisse vor.

## Geschichte
Bereits in der Jungsteinzeit waren die Hochflächen um Unterriexingen besiedelt. Aus keltischer Zeit stammen mehrere Grabhügel. Bei Bauarbeiten wurde in der Weberstraße ein Grab mit Beigaben aus der Zeit der Merowinger gefunden.
Der Name „Ruotgisina“ erscheint erstmals im Jahr 793 in einem Güterverzeichnis des ehemaligen Klosters Lorsch. Zu dieser Zeit findet keine Unterscheidung zwischen Unter- und Oberriexingen statt. Diese ist erstmals für das Jahr 1342 belegt, in dem der Name „Nidern Ruexingen“ fällt. Im Urfehdebrief von 1396 wurde der Ort dann „Undern Rüxingen“ genannt. Hier werden die ersten bekannten nichtadeligen Einwohner von Unterriexingen als württembergische Untertanen aufgeführt: „Barnhort Kratzenbuch, Schulthais zu diesen zitten, Haintz Schnider, Harman Engel, Haintz Metzensun, Hantz Melwer, Cuntz Kuof, Burklin Humelin, Auberlin Hamburg, Cunrat Seman, Bentz Klotz, den man nennt Schraden, und Hans Emhart von Grüningen“.

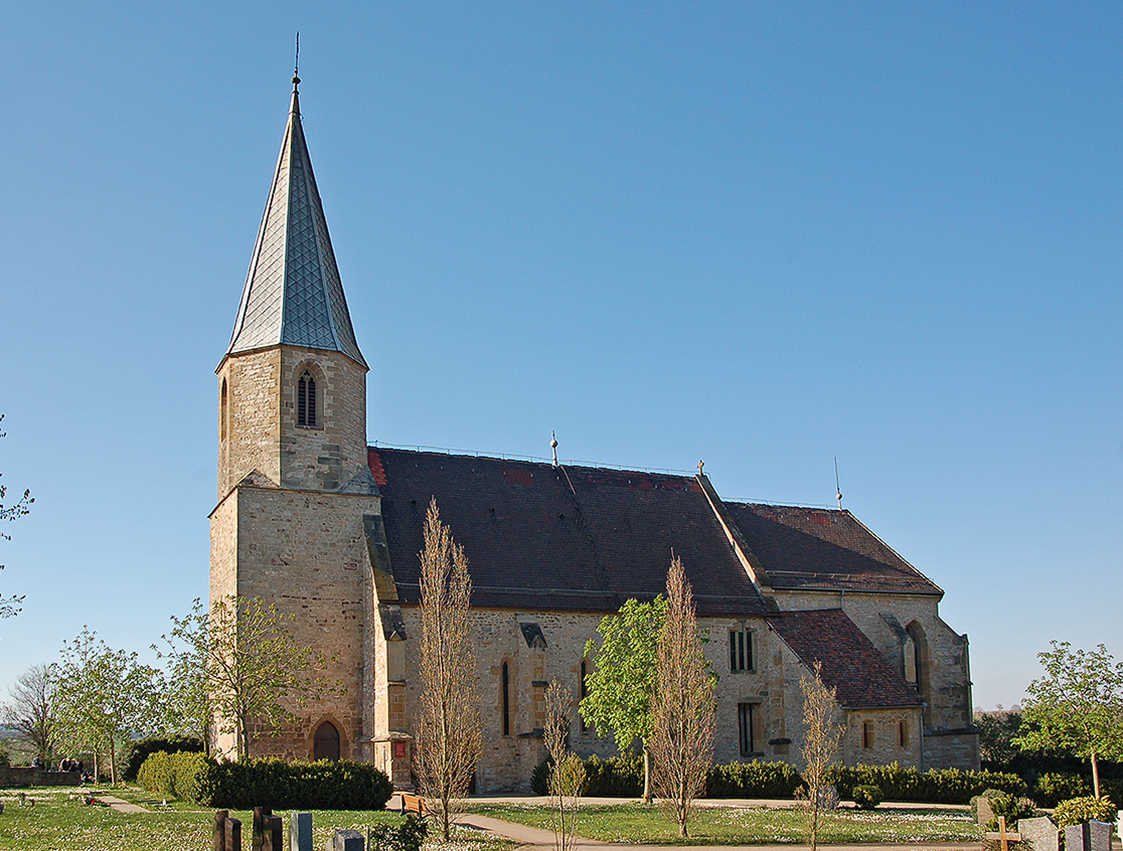
Die Frauenkirche außerhalb des Ortes war auch Wallfahrtskirche
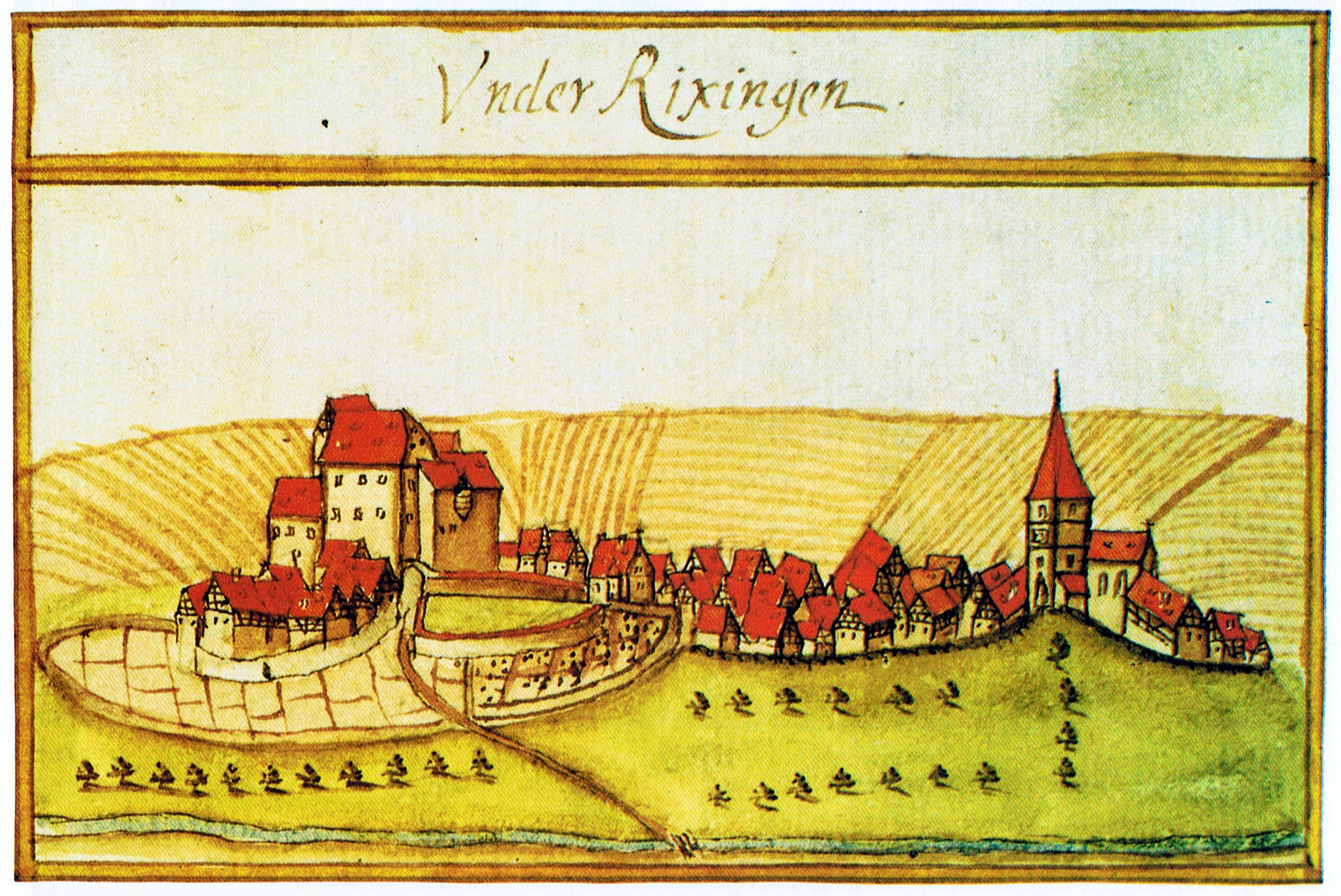
Unterriexingen um 1682 von Norden (aus dem Kieserschen Forstlagerbuch)
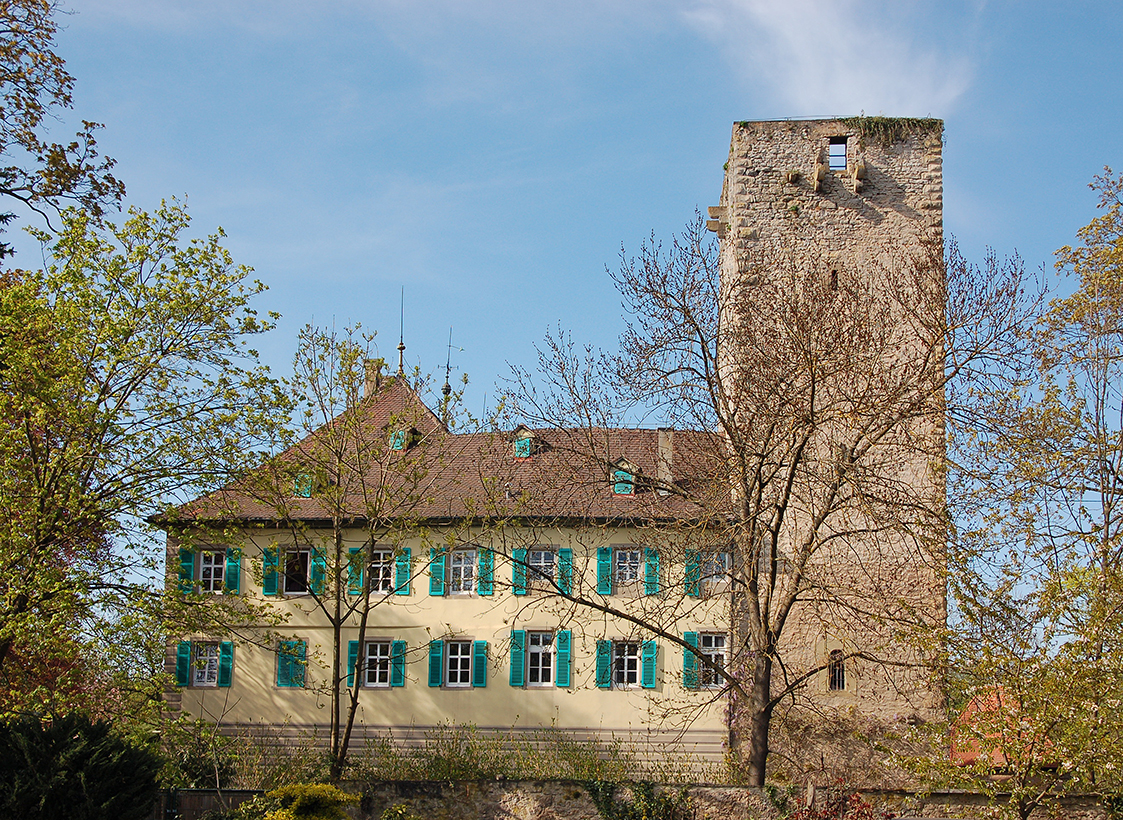
Einst Burg der Herren von Riexingen, dann Schloss wechselnder Herrschaften

### Herrschaftsverhältnisse
In den Stifterverzeichnissen der Klöster Hirsau und Reichenbach tauchen um 1100 die einst edelfreien Herren von Riexingen auf. Spätestens von 1396 an, als die zwölf württembergischen Einwohner von „Undern Rixingen“ zusammen mit den abtrünnigen Grüninger Bürgern den Württemberger Grafen per Urfehde-Brief ewige Treue schwören mussten, teilte sich der Ortsadel den Ort mit dem Haus Württemberg.
Seifried Osterbronn von Riexingen verkaufte 1447 seinen verbliebenen Eigenbesitz und den von Württemberg lehnbaren Teil in Unterriexingen an den verwandten Schwarzfritz von Sachsenheim und ließ sich auf der Burg Bromberg nieder. Derzeit verabschiedeten sich die Herren von Riexingen Stück für Stück von ihrem Stammsitz. Letzter männlicher Vertreter dieses Geschlechts war der 1560 verstorbene Georg II. von Riexingen. Ihnen folgten nach den Herren von Sachsenheim Jakob Christoph Schenk von Winterstetten, dessen Schwester Anna von Remchingen und schließlich deren Tochter Margaretha von Gemmingen, die ihren Ortsteil an die Herren von Sternenfels vererbte. Den württembergischen Lehensteil verkaufte Martin von Sachsenheim 1493 an Ludwig von Nippenburg. Anschließend wurden bis 1682 die Herren von Lützelburg damit belehnt. Mehr als die Hälfte des Dorfes war fortan direkt in württembergischer Hand. Das Schloss und 7/32 des Ortes verkauften die Sternenfelser 1687 an die Herren von Sperberseck, deren Anteil 1717 durch Heirat an die Freiherren Leutrum zu Ertingen kam. 1763 verkaufte Ludwig Christoph Leutrum zu Ertingen seinen Anteil am Ort an Johann Friedrich Erasmus von Hopfer, der seit 1762 bereits im Besitz des Pöllnitzschen Schlösschens (1969 abgerissen) war. 1815 kam der Hopfersche Besitz durch Heirat wiederum an das Haus Leutrum von Ertingen. Nach zwanzig Jahre währendem Leerstand bewohnt die Familie von Irmela Gräfin Leutrum zu Ertingen und Prinz Alexander von Ratibor und Corvey das in den siebziger Jahren renovierte Schloss.

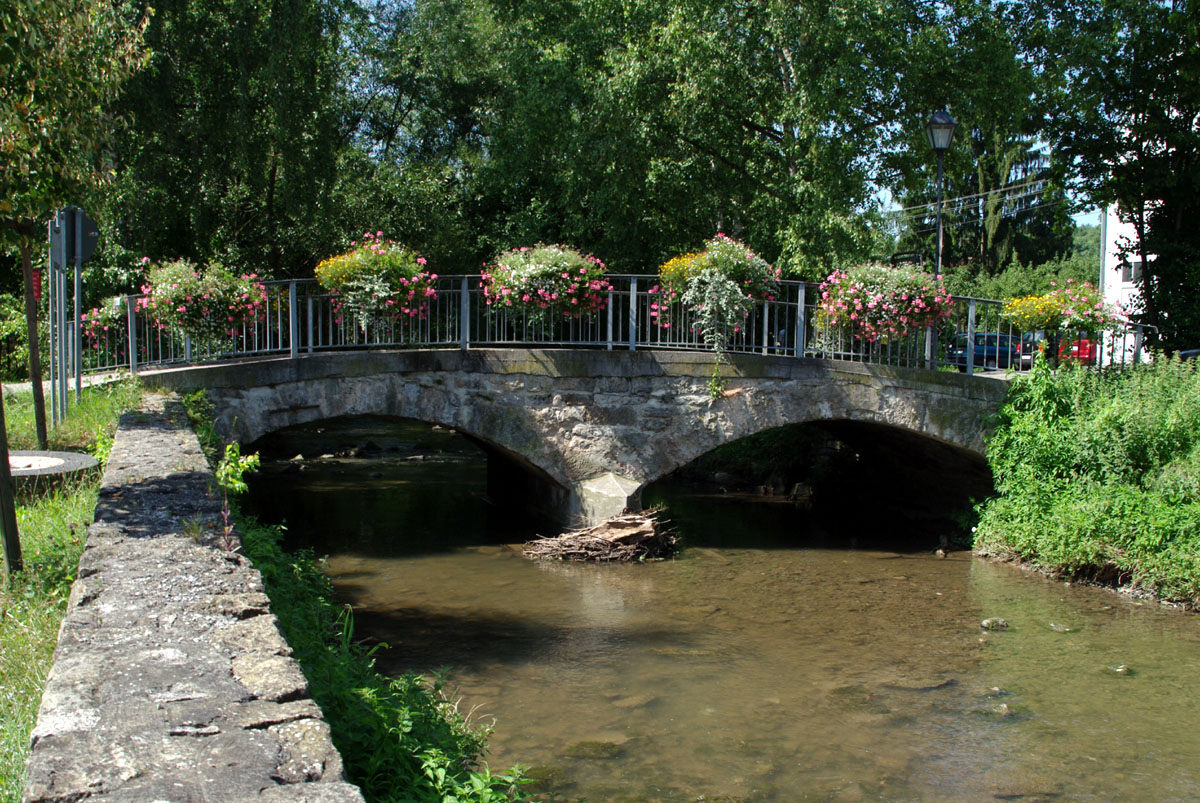
Bogenbrücke über die Glems

Die Einwohner waren entweder Untertan der Ortsherrschaft oder württembergischer Untertan, zeitweise abhängig von der Lage ihres Hauses links oder rechts der Glems als natürlicher Grenze. Die württembergischen Einwohner waren zumeist dem Amt Grüningen (ab 1758 Oberamt) und nach dessen Auflösung von 1806 bis 1938 dem Oberamt Vaihingen zugeordnet. Mit dem Aufstieg Württembergs zum Königreich unterstand ab 1806 bis zum Ende des Ersten Weltkriegs auch die Familie des Ortsadels dem König von Napoleons Gnaden.
Bis zur Reformation gehörten die Frauenkirche und die Dorfkirche zum Landkapitel Vaihingen im Archidiakonat Trinitatis der Diözese Speyer.

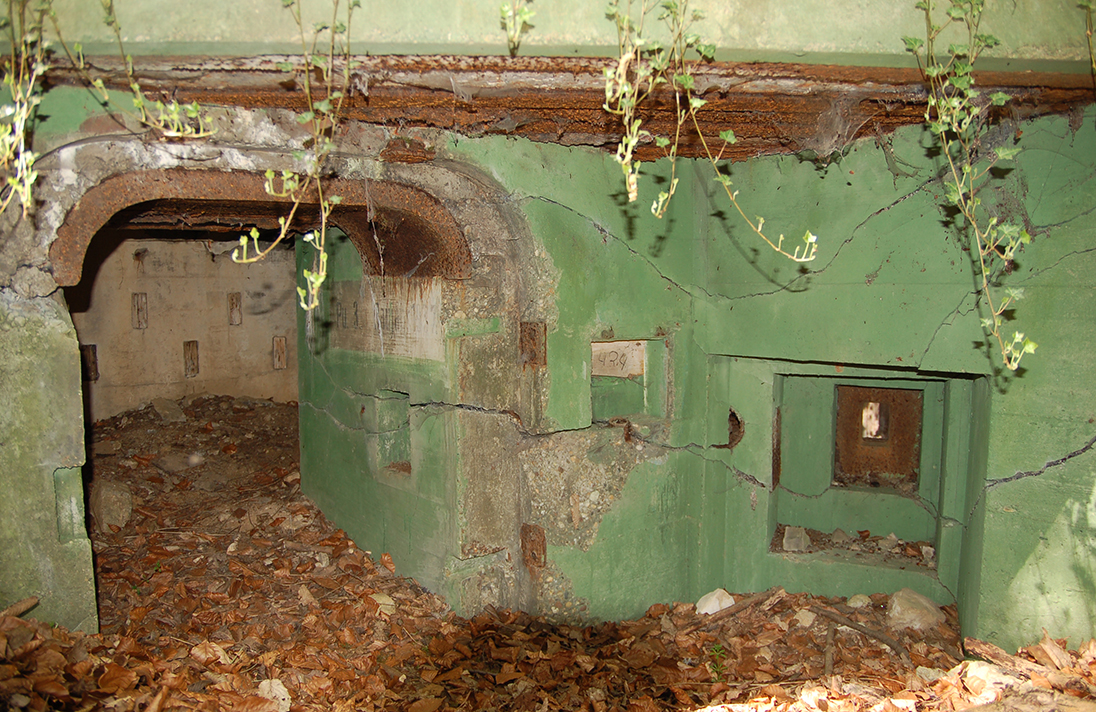
Bunker der Neckar-Enz-Stellung unterhalb des Burgstalls der Dauseck

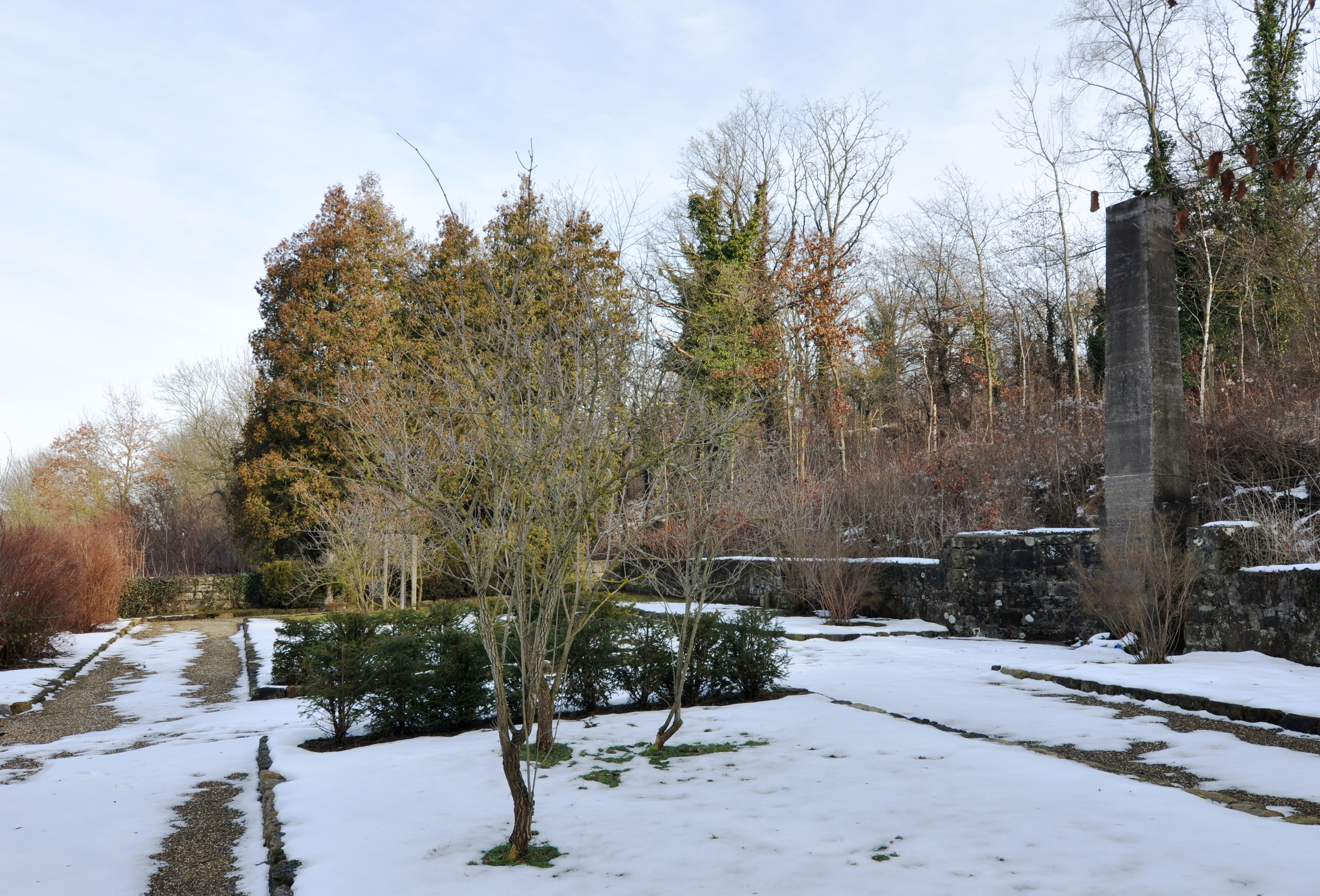
KZ-Friedhof und Gedenkstätte für die Opfer des KZ-Außenlagers

### Zeitgeschichte
In der Zeit des Nationalsozialismus wurden im Zuge der Neckar-Enz-Stellung mehrere Bunker und Stollen an der rechten Hangkante zur Enz hin erbaut. Auf der Unterriexinger Markung sind einige Überreste dieser 1936/37 errichteten und nach dem Krieg meist gesprengten Bauwerke noch sichtbar. Unter dem Decknamen „Gallinit“ wurde im Laufe des Krieges eine Stollenanlage in den auf der linken Seite der Enz liegenden Hang getrieben. Sie sollten zur unterirdischen, bombensicheren Herstellung von Rüstungsgütern dienen.
Von Oktober 1944 bis Mai 1945 bestand in Unterriexingen ein Unterkommando des KZ Wiesengrund in Vaihingen an der Enz, welches wiederum ein Außenlager des KZ Natzweiler-Struthof war. Die Häftlinge wurden vor allem zum Flugplatzbau, zum Stollenbau, im Steinbruch sowie zu Aufräumarbeiten nach Fliegerangriffen in der Umgebung eingesetzt. Durch unzureichende Ernährung, Schwerstarbeit und teilweise durch die Willkür der Wachmannschaften starben 250 von 500 Häftlingen. An sie erinnert der KZ-Friedhof oberhalb der Straße Richtung Oberriexingen;
→ siehe Hauptartikel KZ-Außenkommando Unterriexingen.
Durch den Zweiten Weltkrieg verlor die Gemeinde 70 Einwohner, die im Kampf oder in Gefangenschaft starben. Zivile Opfer gab es keine.
In Folge der Heimatvertreibung kamen zahlreiche Katholiken in den Ort, was zum Bau der katholischen Kirche im Nonnenpfad und zur Errichtung des Ostlandkreuzes oberhalb der Frauenkirche führte. 1960 wurde außerdem eine Neuapostolische Kirche eingeweiht.
Am 1. Januar 1973 wurde Unterriexingen nach Markgröningen eingemeindet.
Am 25. Juli 1980 kamen die RAF-Terroristen Juliane Plambeck und Wolfgang Beer bei einem Zusammenstoß mit einem Kiestransporter auf der Straße nach Untermberg (K 1684) ums Leben.

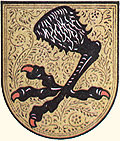
Das 1936 eingeführte Wappen

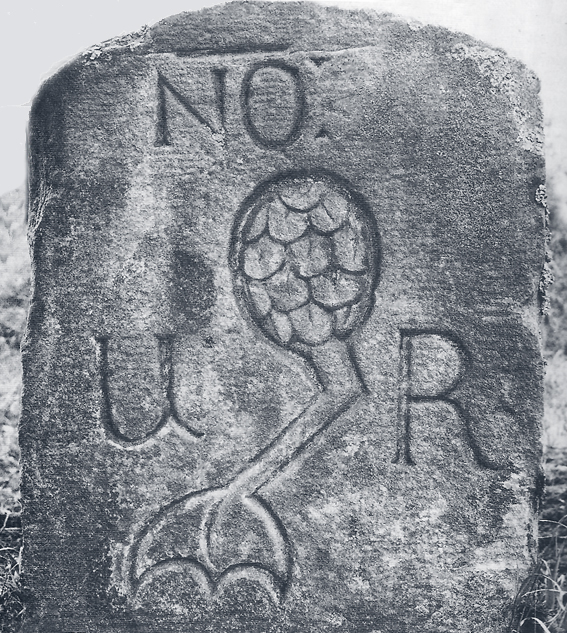
Ursprüngliches Wappen

## Politik
Die im Zuge der Gemeindereform vorgeschlagene und wegen des Namens naheliegende Fusion mit der benachbarten Zwergstadt Oberriexingen wurde von deren Bürgerschaft abgelehnt. Die Unterriexinger sahen sich ohnehin eher mit Markgröningen verbunden und sprachen sich mit 87,3 Prozent der abgegebenen Stimmen für die Eingemeindung nach Markgröningen aus, die zum 1. Januar 1973 vollzogen wurde. Unterriexingen brachte zum Stichtag 1889 Einwohner und 729 Hektar Fläche mit ein.
Die Unechte Teilortswahl sollte garantieren, dass die Einwohner Unterriexingens künftig angemessen im Markgröninger Gemeinderat repräsentiert werden. Der bis 1972 amtierende Bürgermeister Heinz Keck wurde bis zum Erreichen des Ruhestands Erster Beigeordneter in Markgröningen. Danach wurde dieses Amt nicht mehr besetzt. Neuerdings wird die Abschaffung der Unechten Teilortswahl diskutiert.

### Wappen
Die Blasonierung des 1936 geänderten Unterriexinger Wappens lautet: In Gold ein schwarzer Adlerfang.
Bis dahin zeigte das Wappen den Fuß eines Schwimmvogels in verschiedenen Varianten, die sich noch auf alten Grenzsteinen entlang der ehemaligen Markungsgrenze finden (siehe Abb.). Auch das Siegel der Gemeinde trug einen Schwimmvogelfuß, einen Gänseschlegel. Während des NS-Regimes entstand der als „Kuckucksschlegel“ verballhornte Adlerfang, den die Gemeinde bis 1972 im Wappen führte.

## Kultur und Sehenswürdigkeiten

### Musik
In Unterriexingen gibt es den Musikverein mit Blasorchester und Jugendkapelle sowie den Gesangsverein Eintracht, die zu verschiedenen Anlässen wie dem „Fleckafescht“ oder der „Musikantenlaube“ auftreten und fester Bestandteil des Schäferlauf-Festzugs sind.

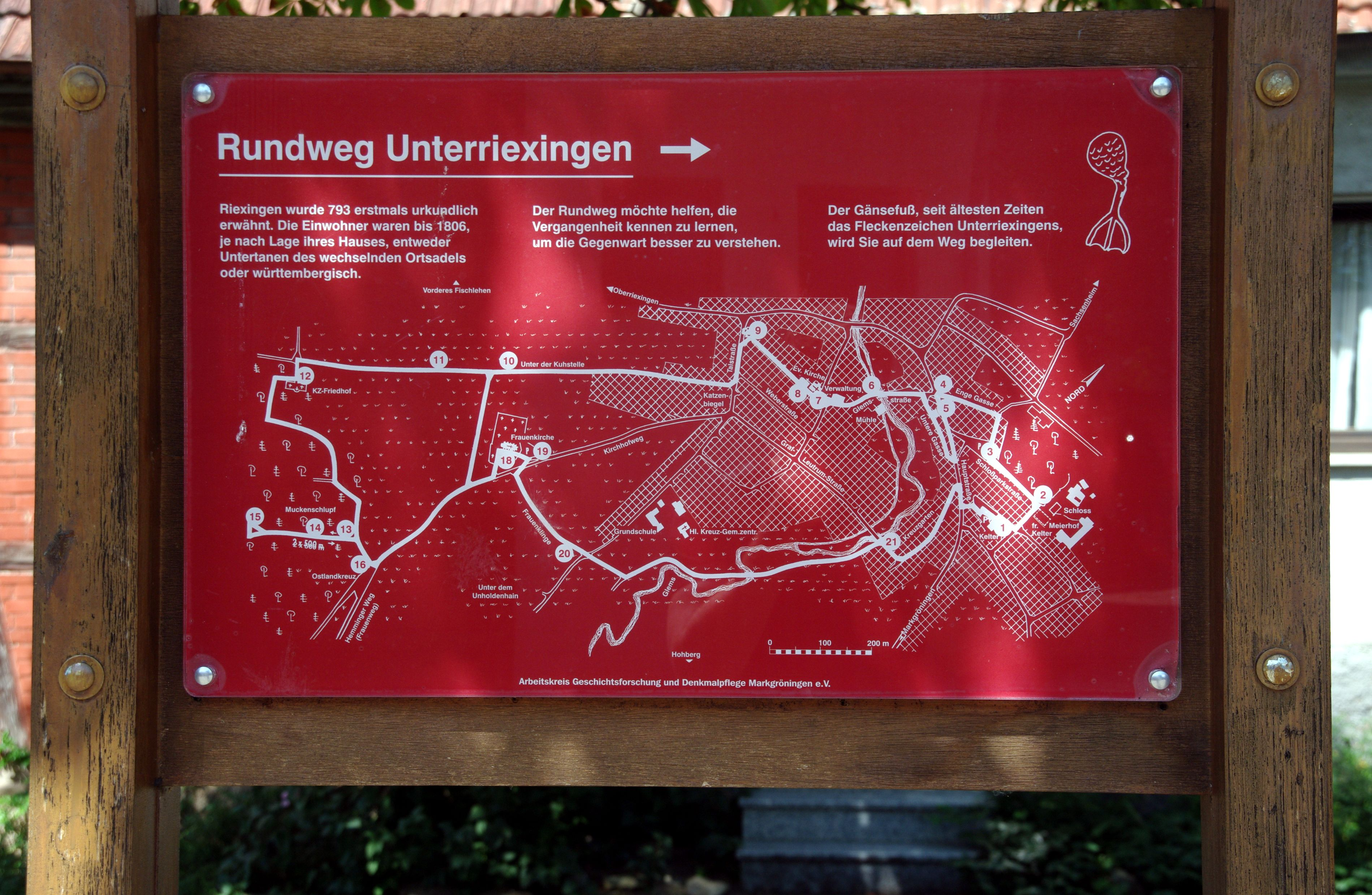
Rundweg-Übersicht am Kelterplatz

### Rundweg
Ein vom Arbeitskreis Geschichtsforschung und Denkmalpflege Markgröningen ausgeschilderter Rundweg (ca. 5,4 km) führt an den architektonischen und kulturlandschaftlichen Sehenswürdigkeiten in und um Unterriexingen vorbei. Startpunkt ist der Kelterplatz, knapp zwei Stunden ist man unterwegs.

### Bauwerke
In Unterriexingen gibt es eine Reihe von sehenswerten Gebäuden. Zum Beispiel
- das Schloss Unterriexingen, eine ehemalige Burg mit Resten eines Wohnturmes aus dem 12. Jahrhundert und einem Bergfried aus dem 14. Jahrhundert,
- der Meierhof und die Kelter beim Schloss,
- das Alte Rathaus und das Backhaus an der Hauptstraße,
- die von Bruno Taut im Jahr 1906 erneuerte evangelische Pfarrkirche und das Pfarrhaus sowie
- die im 14. Jahrhundert erbaute Frauenkirche, deren Ruine 1874 von Gerhard Graf Leutrum von Ertingen umfassend renoviert und mit einem monumentalen romanischen Kruzifix ausgestattet wurde.[9]

Im Backhaus der Gemeinde wird noch regelmäßig gebacken. Es hat zwei Öfen und eine Obstdarre. Über Unterriexingen hinaus wurde der „Röhrleskuchen“ zum Begriff.

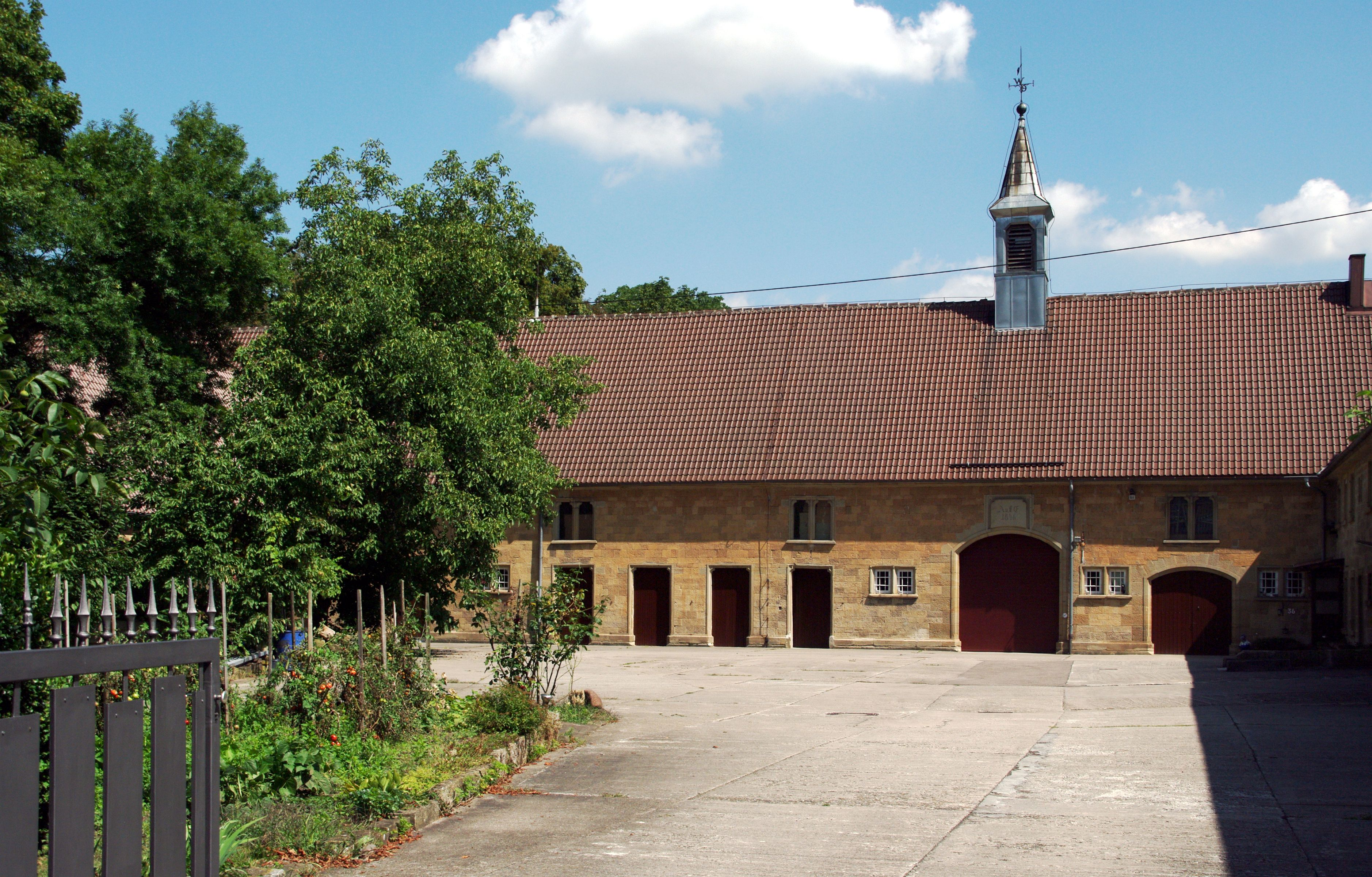
Der Meierhof neben dem Schloss
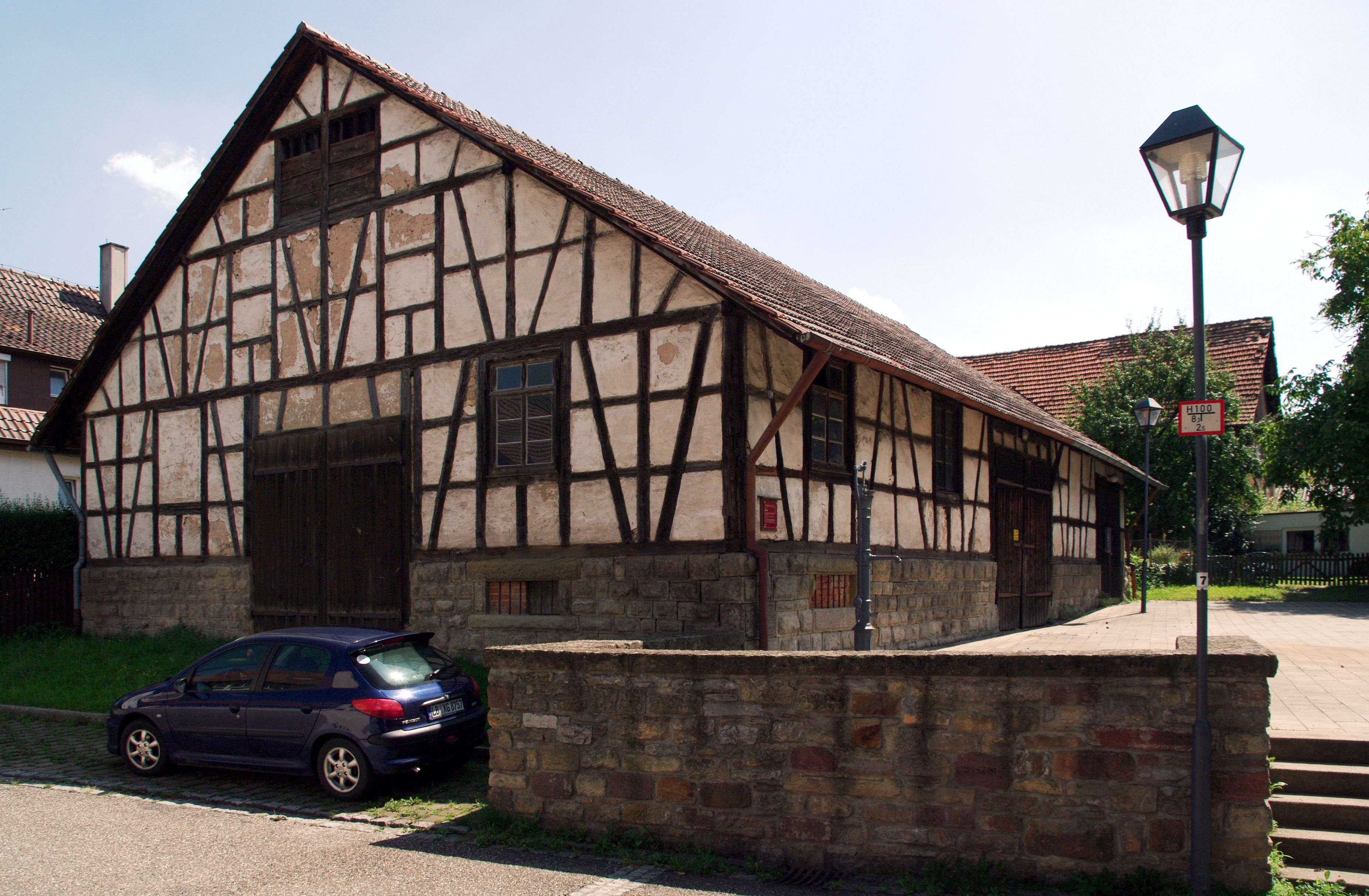
Die Kelter rechts der Glems ersetzte einen Vorgängerbau
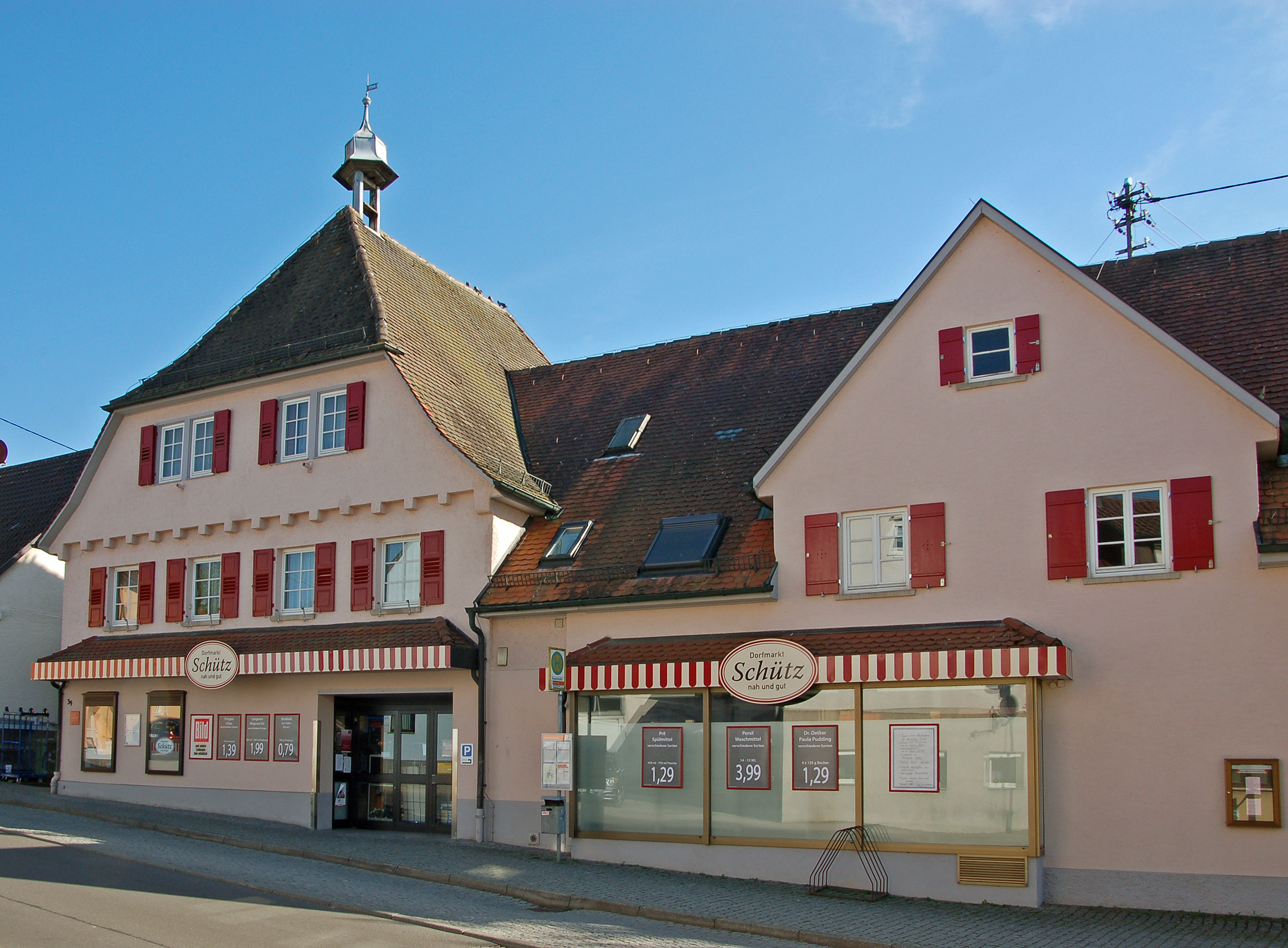
Dorfmarkt im Alten Rathaus an der Hauptstraße
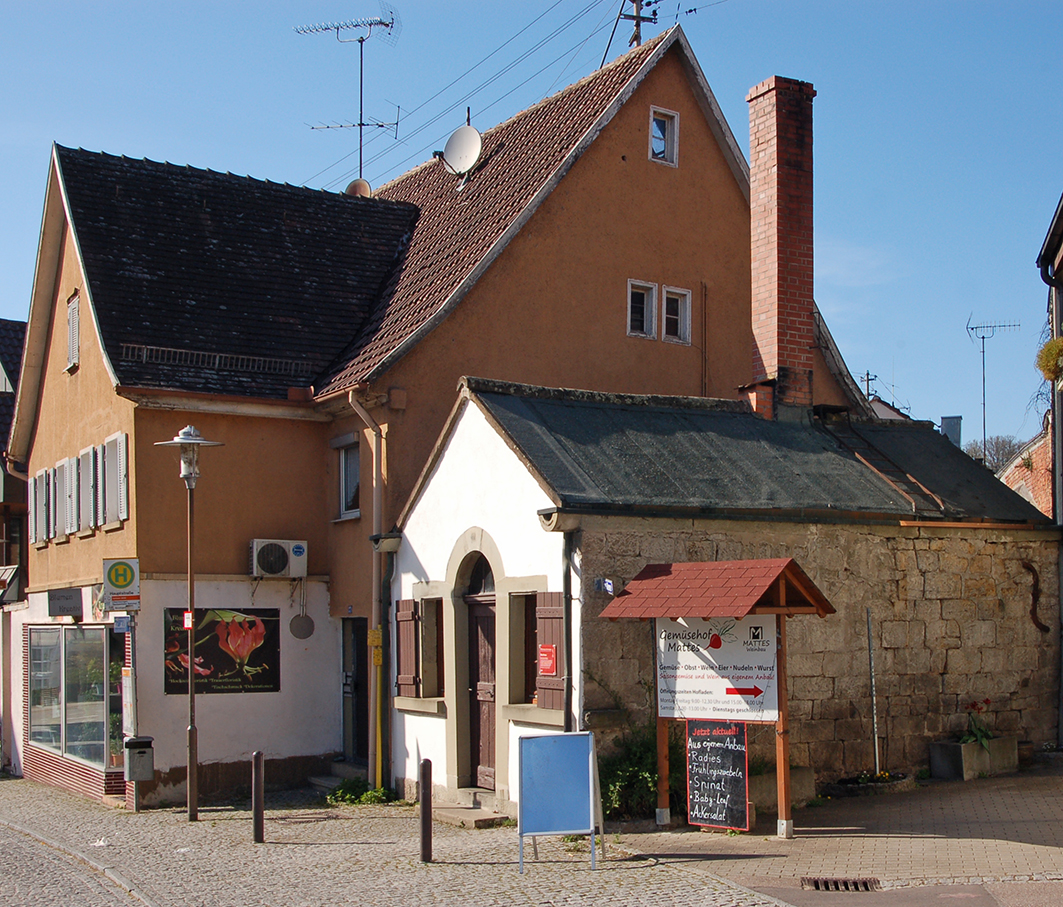
Backhaus von 1836 an der Hauptstraße
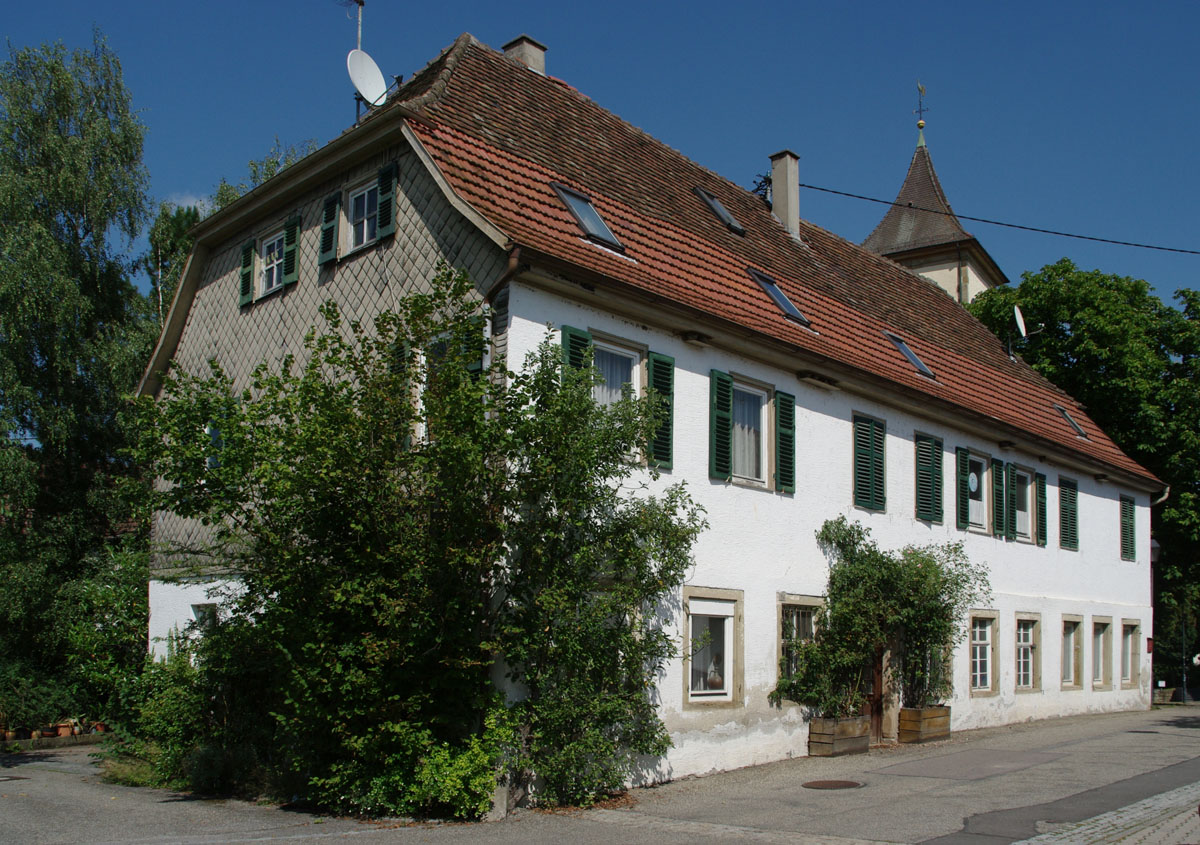
Im Pfarrhaus wurde August Ludwig Reyscher geboren
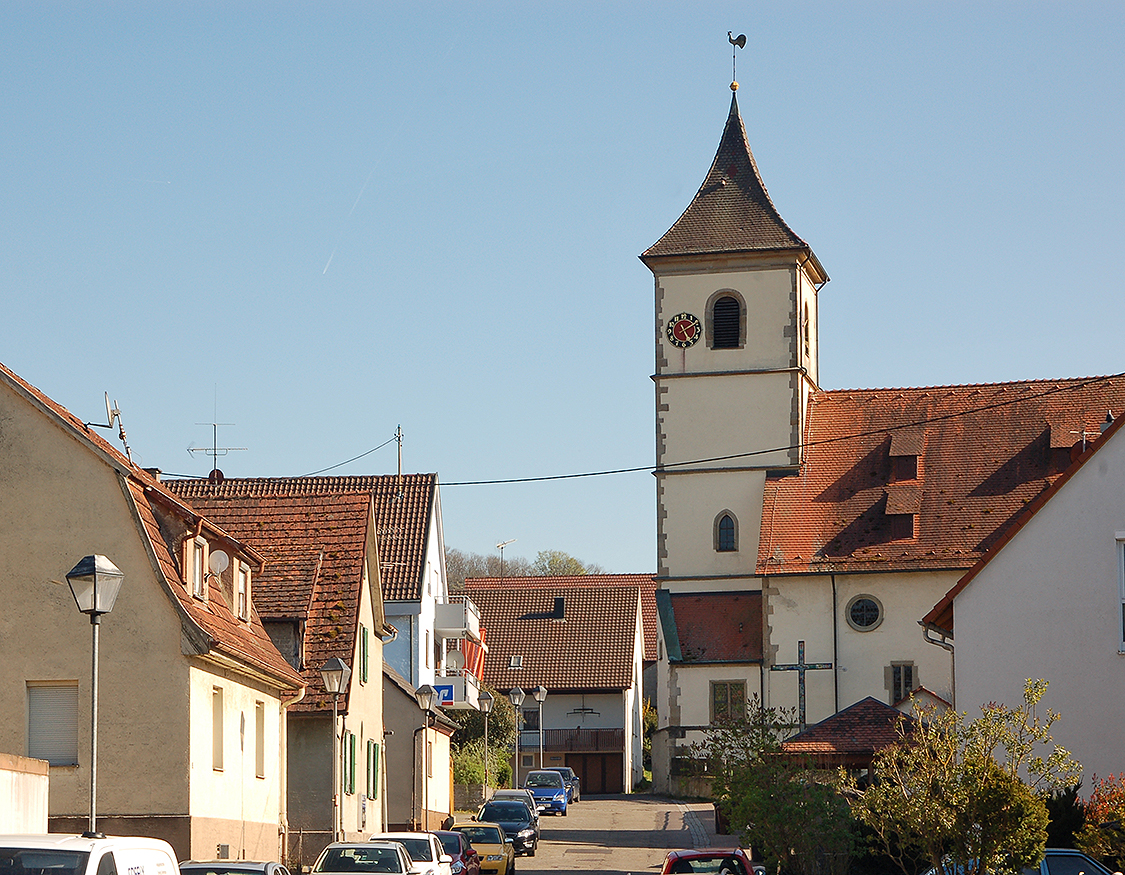
Brückenstraße und Pfarrkirche links der Glems

## Sport

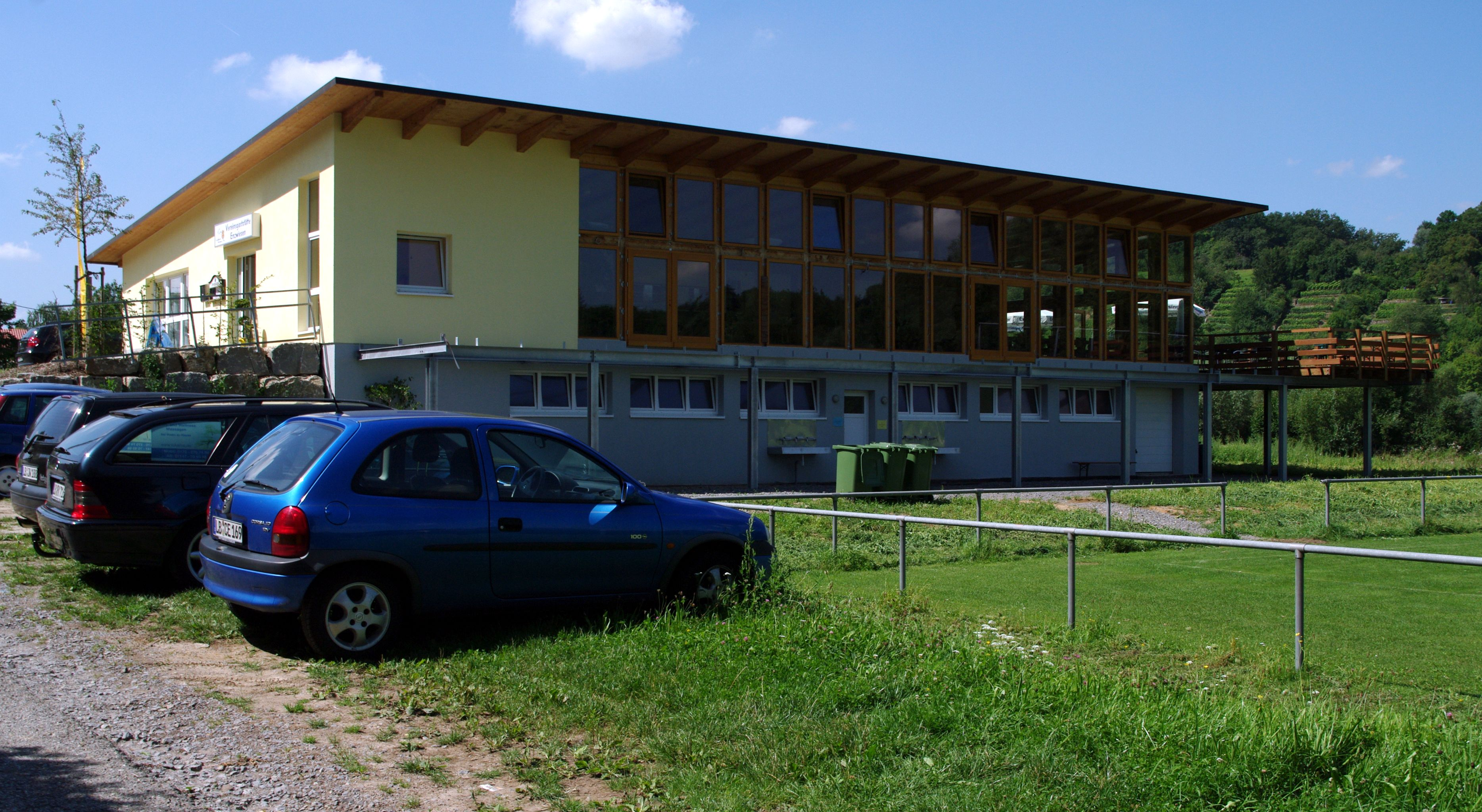
Sportplatz und Vereinsheim des TSV Unterriexingen

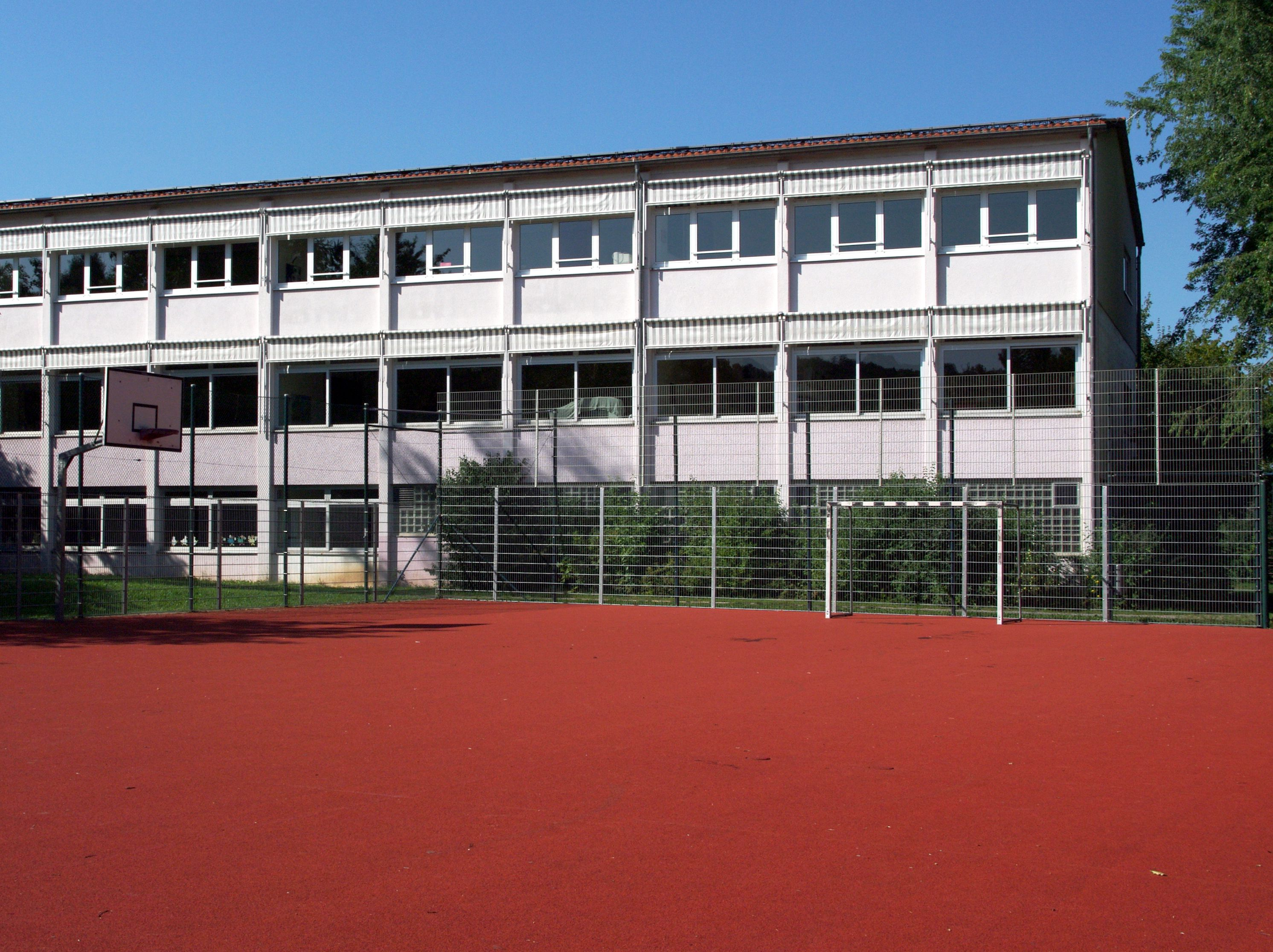
Glemstal-Grundschule mit Bolzplatz

### TSV Unterriexingen
Sportliche Angebote in Unterriexingen bietet vor allem der Turn- und Sportverein Unterriexingen (TSV) mit seinen Abteilungen Fußball und Turnen, welche vor allem die zwei Rasenplätze in den Enzwiesen sowie die Turn- und Festhalle nutzen. Der 1923 gegründete Verein mit derzeit rund 720 Mitgliedern besitzt ein im Jahr 2008 eröffnetes neues Vereinsheim mit angeschlossener Sportgaststätte. Außer den hier gelegenen Sportplätzen gibt es noch ein Kleinspielfeld bei der Glemstal-Grundschule in der Talstraße.
Sportlich ist der Turn- und Sportverein mit seinen Fußball-Aktiven in der Saison 2016/17 in der Bezirksliga im Bezirk Enz/Murr des Württembergischen Fußballverbands vertreten.

### SV Unterriexingen
Im Bereich Schießsport bietet der Schützenverein Unterriexingen (SV) Anlagen für Druckluftwaffen, für Kleinkaliberpistole und -gewehr, Großkaliberpistole und -gewehr sowie Freie Pistole. Das Schützenhaus befindet sich außerhalb der Ortschaft auf dem Hohberg.

### Radwege
Der ca. 40 km lange Glemsmühlenweg, welcher bei Glemseck bei Leonberg startet, findet sein Ende an der Unterriexinger Bachmühle. Der ca. 100 km lange Enztal-Radweg tangiert die Ortschaft im Norden von Oberriexingen kommend und nach Untermberg weiterführend. 2013 wurden für 1,36 Millionen Euro zwei Brücken über die Enz errichtet und die vormalige Streckenführung entlang einer stark befahrenen und für den Radverkehr schlecht geeigneten Straße entschärft und so „der teuerste Radweg im Landkreis“ geschaffen.

## Persönlichkeiten

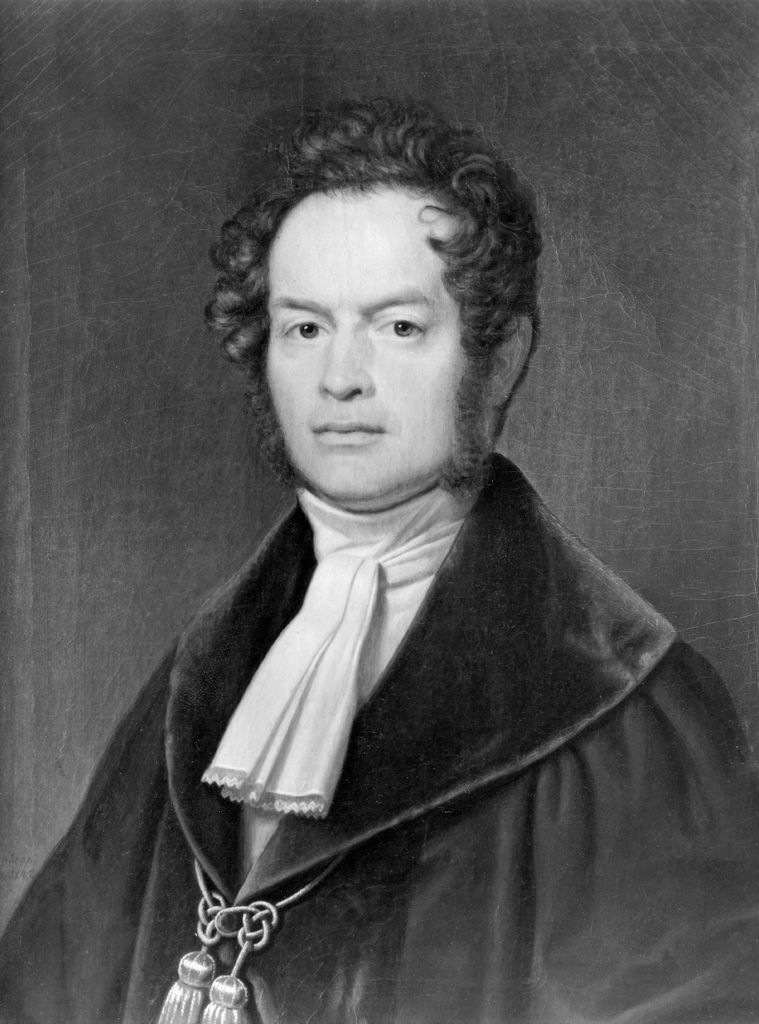
August Ludwig Reyscher (* 1802)

### Söhne und Töchter der Gemeinde
- August Ludwig Reyscher (* 1802 im Pfarrhaus; † 1880 in Cannstatt), Jurist, Rechtswissenschaftler und Politiker (Landtags- und Reichstagsabgeordneter), einziger Ehrenbürger von Unterriexingen (Ernennung am 24. Dezember 1842). Er hinterließ eine Beschreibung seiner Jugend in Unterriexingen.[13]
- Albert Brodbeck (1864–1938), württembergischer Oberamtmann
- Ulrich Noack (* 1956), Jurist und Professor an der Heinrich-Heine-Universität Düsseldorf.

### Persönlichkeiten, die vor Ort gewirkt haben
- Marie-Luise Gräfin Leutrum zu Ertingen (* als Marie-Luise Steiner 1905 in Laupheim; † 1980 in Heidelberg), Diplom-Landwirtin (Hohenheim), 1948 Gründerin und erste Vorsitzende des Deutschen Landfrauenverbandes, dessen Geschäftsstelle sich damals im Unterriexinger Schloss befand.